# Chiaro di luna (film 1934)
Chiaro di luna (Servants' Entrance) è un film del 1934, diretto da Frank Lloyd. La sequenza di animazione fu diretta da Walt Disney.
La sceneggiatura di Samson Raphaelson si basa sul romanzo Vi som går kjøkkenveien di Sigrid Boo, pubblicato a Oslo nel 1930. Il romanzo fu tradotto in inglese da Naomi Walford; venne pubblicato nel 1933 con il titolo Servants' Entrance negli Stati Uniti e come Lady Help nel Regno Unito

## Produzione
Le riprese del film, prodotto dalla Fox Film Corporation, durarono dal 4 giugno a fine luglio 1934.

## Distribuzione
Il copyright del film venne registrato il 7 settembre 1934 con il numero LP4948. Distribuito dalla Fox Film Corporation, il film uscì nelle sale cinematografiche USA il 26 settembre 1934, mentre fu presentato in Svezia il 23 aprile 1935 con il nome Vi som går köksvägen. In Portogallo, uscì il 2 ottobre 1935 con il titolo Pela Porta de Serviço.